# فردریک فلس

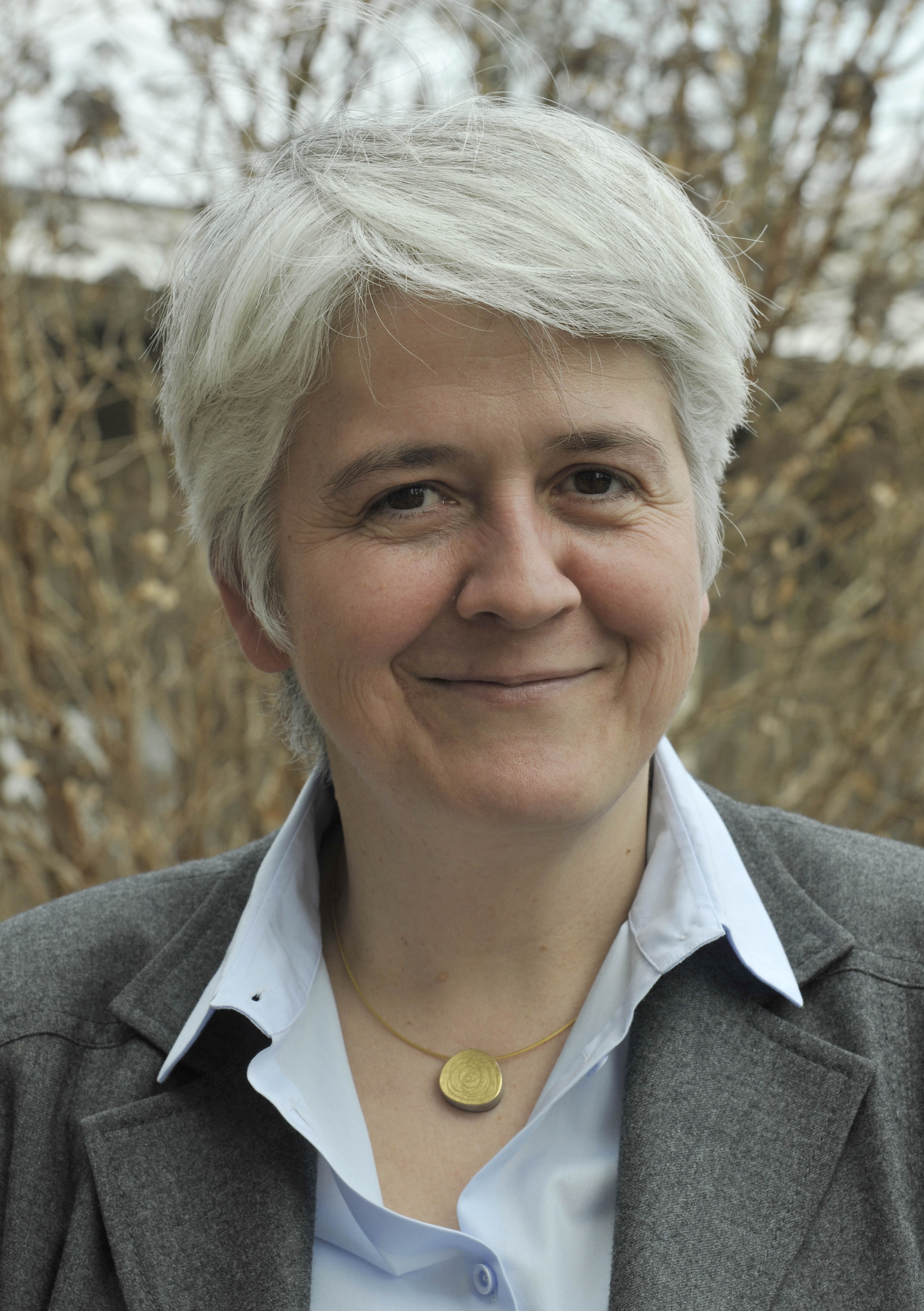
فردریک (ماریا) فلس (۲۰۱۱)

فریدریک (ماریا) فلس (متولد ۱۹۶۴) یک دانشمند و باستان شناس کلاسیک آلمانی است. در سال ۲۰۰۳ ، وی به عنوان استاد باستان شناسی کلاسیک در دانشگاه آزاد برلین منصوب شد . در مارس ۲۰۱۱ ، او اولین زنی شد که به عنوان رئیس مؤسسه باستان‌شناسی آلمان منصوب شد که مسئول ۳۰۰ حفاری و پروژه های دیگر در سال است.   

## زندگینامه
فلس در ۲۵ مه ۱۹۶۴ در اونا متولد شد و در سال ۱۹۸۳ از مدرسه ( Geschwister-Scholl-Gym ) این شهر فارغ التحصیل شد. وی سپس در دانشگاه های تریر ، وورتسبورگ و ماینتس تاریخ هنر ، تاریخ باستان و باستان شناسی کلاسیک را آموخت.   با اتمام پایان نامه" نوکران فداکار و موزیسین های فرقه در نقش برجسته های تاریخی" (آلمانی: Opferdiener und Kultmusiker auf stadtrömischen historischen Reliefs ) وی در سال ۱۹۹۲ از ماینس فارغ التحصیل شد. 

## تاریخچه کاری
در سال ۱۹۹۳ از موسسه باستان شناسی کمک هزینه سفر دریافت کرد. در سال ۱۹۹۴ ، وی تحقیق در دانشگاه کلن را آغاز کرد و کار بر روی "تأملاتی در مورد اشکال تصاحب و کارکردهای گلدانهای آتیک شکل قرمز در قرن ۴ قبل از میلاد" ( آلمانی: Überlegungen zu den Formen der Aneignung und den Funktionen attisch-rotfiguriger Vasen im 4 Jh. v. Chr. ) را به پایان رساند. که منجر به شایستگی وی در سال ۲۰۰۰ و سخنرانی مربوطه شد. وی پس از سه سال سخنرانی در دانشگاه لایپزیگ ، به عنوان استاد موسسه باستان شناسی کلاسیک در دانشگاه آزاد برلین منصوب شد. وی یکی از مشارکت کنندگان اصلی در خوشه تعالی دانشگاه Topoi - شکل گیری و تحول فضا و دانش در تمدن های باستان بود .  در سال ۲۰۱۱ ، او رئیس مؤسسه باستان شناسی آلمان شد.  
در سال ۲۰۱۴ ، فلس از دانشگاه هومبولت برلین دکترای افتخاری دریافت کرد.  وی در نوامبر ۲۰۱۴ به دلیل سهم بی نظیر خود در مدیریت علوم و علوم ، دکترای افتخاری را از دانشگاه هومبولت برلین دریافت کرد . 